# José Alcides Moreno Mora
José Alcides Moreno Mora (Santander de Quilichao, 10 settembre 1981) è un ex calciatore colombiano, di ruolo attaccante.